# 国民革命军第五十四军
国民革命军第五十四军，是陈诚土木系嫡系部队。

## 历史
淞沪会战期间，以陈诚起家嫡系第14师（师长陈烈）于1937年10月17日在上海嘉定成立第五十四军，隶属第十五集团军。军长霍揆彰。血战罗店。
1938年2月在武昌整补，第55师转隶本军。不久，第55师调出。由于湘军第二十二军撤销，该军第18师（师长朱耀华/萧文铎/李芳郴）、第50师拨隶本军。第18师原为张辉瓒部。第50师原为谭道源部。中央苏区第一次反围剿战争的龙冈战斗中，第18师被全歼，师长张辉瓒被俘后处决。1931年3月以原第18师残存的第54旅为基础重建第18师，朱耀华任师长。所属两个旅，分别由易振湘、喻镜渊任旅长。第50师，谭道源兼（继任岳森、成光耀）任师长，50师所属两个旅，分别由彭璋、朱刚纬任旅长。1937年8月，第二十二军参加了淞沪会战，坚守大场阵地，伤亡严重。10月26日大场被日军攻占后，第18师师长朱耀华自戕。第50师师长成光耀在此次会战后调离，张琼继任第50师师长。
参加武汉会战。1938年9月上旬，日军第9师团开始从瑞昌向阳新进犯。9月19日，日军突破第五十四军、第十三军防线并向黄桥、坡山猛攻。当晚，守军主力转至阳瑞公路两侧山地。日军将主攻方向转向公路北翼的鸡笼山。守军第18师师长李芳郴擅自率部退至二线阵地朱婆山，致使围歼深入之敌于阳（新）瑞（高）公路的计划落空。蒋介石电令第九战区第二兵团司令张发奎和师长李芳郴：“着令死守半壁山、富池口，如再后退，应即将师长及其官兵照连坐法就地枪决。”1938年9月14日日军又向朱婆山、背膀山发起进攻，同时又派大批扫雷舰破坏江中水雷封锁线。9月21日下午朱婆山濒临失守，张发奎先后抽调第九十八军193师奉命抽调杨昆源团、王博函团增援朱婆山，缓解危局。9月22日日军第9师团波田支队在舰炮火力掩护下，再次向朱婆山展开进攻。9月22日晚，朱婆山守军第18师师长李芳郴独自离开防区向阳新城方向逃走，不知去向。23日上午9时该师残余部队自动撤至半壁山附近，致富池口失陷，给半壁山以及江北田家镇要塞造成极大威胁。蒋介石下令国民政府军事委员会军法执行总监部通缉捉拿李芳郴，调第14师第42旅旅长罗广文代理第18师师长。9月29日田家镇被日军攻占。接着日军又集中兵力猛攻半壁山要塞，10月4日半壁山要塞陷落。10月12日，日军占领湋源口。
武汉会战失败后，罗广文率第18师到益阳整训，提出：“赌博者杀、贪污者杀、奸淫妇女者杀、扰民者杀”。1939年2月，第18师调归第十八军。1939年2月，第198师从第八十七军归第五十四军建制。第198师原为湖南省湘西地方保安队改编组建，兵员素质极差。后军长黄维把第198师的两个建制团分别纳入第14师和第50师，而将第14师和第50师各抽调一团编入第198师，使3个师的战斗力达到基本平衡外，还让54军各部之间的人事交流，第198师嫡系化。
1939年7月陈烈接霍揆彰任军长，隶属第二十集团军，先后参加南昌会战、随枣会战、第一次长沙会战。1939年底转隶第四战区，参加1939年冬季攻势作战（第一次粤北战役），夺回广东粤北城镇英德、翁源等地。1940年2月开赴广西参战，收复宾阳。1940年10月下旬，军长陈烈于富宁拔牙受感染，蒋介石闻讯派出专机欲接其至重庆治疗，但专机未到陈烈便身亡，年仅38岁。1940年12月27日，国民政府军事委员会追赠陈烈中将军衔。按陈烈遗嘱，遗体运至广西南岳络丝潭安葬。
1941年1月第54军从广西天保、靖西和广东三水向滇东南富宁、文山、麻栗坡、马关移防，陆续进驻文山地区，接替滇军第60军第184师防务并进入麻栗坡、马关、河口一线阵地。对抗驻兵法属印度支那的日军，隶属于第九集团军。陈烈在富宁因拔牙感染病故。军部先驻富宁县城，后移驻今文山市古木镇。该军编为：
- 军长黄维
- 副军长唐俊德
- 参谋长叶佩高
- 第14师阙汉骞，副师长陈集辉，参谋长彭奇超，于1940年冬先进入云南，师部先驻于广南县城，1941年春节后移驻文山市平坝镇，部队驻防文山市平坝镇、马关县八寨镇及红河州河口县滇越铁路东段至蒙自市芷村一线
- 第50师杨文瑔，副师长潘裕昆，参谋长刘金奎，师部驻于马关杨柳井（今文山市柳井乡），第148团驻马关，后移驻麻栗坡，第149团驻马关县坡脚镇，第150团驻马关县城。
- 第198师王育瑛/郑挺锋，副师长文小山，参谋长刘楷宜，入滇后师部先驻广南县南屏镇，后移驻西畴县兴街镇，第592团驻麻栗坡接替第50师第148团防务；第593团驻麻栗坡龙沟；第594团驻西畴老街。

第54军主力（两个师）配置于平远街、瓦厂沟、油房、老普寨、黑神庙、上平坝、板桥街、田边、八三老阱、落雀、牛龙山、新寨、菊花山、马店等地，一部（一个师）配置于新发寨、老卡、松毛山、南温河、图田、瓦厂、亮蛇、白石岩、牛耳山、新路坡、麻栗山、大坝、龙沟街、缘河街、董干至南利河等地。第一线各师各派一部兵力占领大南溪，茅草寨、新店汛、南拉、汪子寨、老卡汛、老凹山、小坝子、花郎、老尹山、牛马郎、金厂、杨家寨、田房、南松、新营盘、黄瓜坡、猛洞、新寨、响水湾、天宝、阔冲、上下月亮寨、河拿坝、攀枝花、达竽、那腊、茅山、八铳、铳温、马处寨、茅草坪、水源头等要点。
集团军总司令关麟征与黄维有矛盾。1943年4月黄维调任军事委员会中将高参，张耀明继任军长。1943年8月张耀明在土木系站不住脚调出，8月3日方天由第十八军军长调往昆明任第五十四军军长（9月22日升任第二十集团军副总司令，1944年8月任军政部军务司长）。1943年隶属昆明行营。
1943年9月，开赴祥云整训。1943年12月，纳入中国远征军编制。1944年4月，为了加强印缅战场反攻力量，已经在滇越国境与驻印度支那日军对峙三年的五十四军第14师和第50师从云南省祥云县的云南驿机场空运至印度莱多的汀江机场。1944年8月，新一军奉命在缅北重镇密支那分编：以新编第38师为基础扩编为新一军，辖新38师、新30师、第50师（张琼/1940年2月杨文瑔/1942年11月鄭挺鋒/姚国俊/1943年8月鄭挺鋒/1944年4月潘裕昆）；以新编第22师为基础，扩编成新六军，辖新22师、第14师（阙汉骞/1944年4月龙天武）。廖耀湘任新六军军长。1944年12月新六军回驻云南曲靖。1945年3月开赴湖南芷江，曾于黔阳阻击日军。抗战胜利后进驻南京受降。
1944年7月方天调任军政部军务司长，阙汉骞接任军长。辖土木系骨干第36师（陈瑞柯/1940年7月李志鹏）、第198师（王育瑛/1941年1月鄭挺鋒/1942年11月叶佩高/1944年8月刘金奎）、预备二师顾葆裕。1944年8月第五十四军在中国远征军第二十集团军编成内参加了腾冲收复战，第二十集团军官兵共阵亡9168人，伤10,200余人，其中第五十四军阵亡5,000多名。198师在腾冲战役中阵亡官佐126名，士兵1335名。
1944年12月，第8师由临潼空运云南沾益。1945年2月换装美械。3月进驻贵州。6月参与反攻广西的战斗，8月收复南宁。日本投降后进驻广州，编入第五十四军。 
1946年7月，从广州海运青岛，在胶东地区投入内战，攻占胶州、高密，打通了胶河至潍河段胶济铁路交通。1947年2月开赴青岛整训。胶东攻势中于1947年9月攻占烟台，切断了胶东解放军的海路补给。
1947年12月第五十四军改为整编第54师：
- 师长闕漢騫
- 整编第8旅,旅长吴俊,1946年傅亚夫接任旅长,1947年5月周文韬接任旅长；
- 整编第36旅,旅长李志鹏；
- 整编第198旅,旅长刘金奎/1948年3月张纯。

1947年12月东北冬季攻势战局吃紧，1948年初陈诚把第五十四军军部与周文韬第8师、张纯198师由青岛调锦州，隶属范汉杰的冀热辽边区司令部指挥。1948年春以锦州铁路局交警总队扩编为暂编第57师，由该局警务处长朱茂臻（抗战时期杜聿明第五军炮兵团长）任师长，列入第五十四军建制，1948年9月廖定藩接任师长，1948年9月改称第291师。留在胶东的整编第36旅，继续以整编第54师名义驻防，副师长叶佩高升任整编师长；山东保安部队改编的整编第270旅，以及整编第7旅编入整编第54师。后于1948年9月整54师改称第五十军。

### 辽沈战役
辽沈战役前夕，在锦西整补的新六军暂编62师暂归第五十四军指挥。该师是1947年11月以东保特务团---原200师598团、东北交警第13、第14总队编为第169师为两旅四团变3团制多出来的1个团、新六军军直工兵营搜索营和辎重营抽调官兵加上补充兵组建的一个团组成。因而暂编62师是标准的中央军嫡系。1947年11月10日新六军暂编62师进占法库县城。东北冬季攻势中，暂编第62师于1948年2月17日突围，在昌图县红石槽村被追歼，毙伤1,200人，俘6,000人。后暂62师的残余兵员补入新六军其余部队，暂62师的干部架子到锦西补入新兵整训，后改番号为第296师。1948年11月第296师改隶第52军，从葫芦岛海运上海。1949年2月24日由无锡移驻苏州，师部驻虎丘，师长刘梓皋。4月23日离苏。5月27日296师调金门撤销。 
1948年8月28日，东北人民解放军冀察热辽独立第六师留下第18团第一营在承德城周围继续监视第十三军，独立第六师主力用一周时间急行军东进北宁线，过建昌县、杨家杖子、五家子（今属元台子乡），直奔锦西县西郊的砬子山。1948年9月12日前夕，独立六师在今葫芦岛市龙岗区南郊干柴岭─西郊砬子山─团山子一线布防：
- 第16团在破坏了草桥沟一带铁路后，在东砬子山待命；
- 第17团在团山子和砬子山之间阻击锦西援敌；
- 第18团的两个营随师指挥部进至砬子山及后面小英河口、四方台策应。

驻锦西第五十四军奉命向南增援突然被围的兴城。9月12日上午，锦西、兴城第五十四军各出1个团向心攻击，被独立六师击溃攻势，毙俘280人、缴获炮5门、机枪10挺，独立师伤亡140人。林彪要求独立六师要再接再厉，拖住敌人，掩护东野主力渡过大凌河实现围攻锦州、斩断国军东西合围的战略目标。9月13日，第五十四军在重炮、飞机掩护下，进攻从早八点一直持续到黄昏，第16团伤亡600人，16团政委刘云辉亲赴一线指挥而负伤。独立第六师师部警卫排、炊事班、担架班、通讯班全都补充一线。9月14日早8时，第五十四军兴城一个师、锦西二个师全部出动，在四发重轰炸机、大炮及葫芦岛海上舰炮火力支援下，向独立六师阵地发起猛烈攻势，战斗持续13小时至黄昏，砬子山阵地易手６－７次，第16团阵地被兴城的一个主力师猛攻到黄昏时全团伤亡600人，第17团抗击锦西两个主力师阵地数易其手，但最终未丢一寸阵地，三营长负重伤，副教导员卜云虎牺牲，全团官兵伤亡700余人。当夜，独六师奉命撤至兴城县距离沙后所60里的地方休整，立即开始补充兵员，并总结砬子山阻击战。此战全师8,000人，有近2,000人伤亡，歼敌近2,000人。
1948年9月27日,自四平地区南下的第七纵队,在第九纵队一部配合下,攻占了锦州以南高桥和西海口，第四纵队第12师进占塔山。受阙汉骞指挥的暂编第62师遭到重创后逃回锦西。解放军将锦州与锦西守军割裂。

1948年11月初辽沈战役结束后，该军自葫芦岛撤退，归徐州剿总直属。1948年12月初属第六兵团，北上增援徐州被阻。1948年12月施有仁接任第8师师长。1949年1月杨中藩接任第198师师长。1949年4月21日第291师师长廖定藩在江苏丹阳与渡江南下的解放军作战阵亡；吴世英接任师长。第五十四军后撤往上海。5月13日奉令以第291师接替第五十二军守备大场地区。

1949年6月上海战役后，撤至奉化、临海。后在象山半岛战斗损失一部，全军主力退到金门。是国军中建制完整地撤至台湾的部队，成为台湾国军主力。1952年，第54军番号撤销。